# Сима Милутиновић Сарајлија
Симеон Сима Милутиновић Сарајлија (Сарајево, 3. октобар 1791 — Београд, 30. децембар 1847) био је српски песник и учитељ. У друштву београдских књижевних људи у почетку друге половине 19. века Сима је био претпостављан Ивану Гундулићу, док је Јохан Волфганг Гете о њему написао две странице похвала. Био је приватни учитељ Петра II Петровића Његоша.

## Биографија
Рођен је 1791. године у православној трговачкој породици у Сарајеву, где су му родитељи дошли из Србије. Симин отац Милутин, родом је из села Рожанства, у ужичком округу, а старином из села Комарница у племену Дробњак. Због куге је пребегао у Сарајево, где се оженио Анђелијом Срдановићевом, чувеном сарајевском лепотицом, о чијој су лепоти народни певачи сачували спомен за пуну стотину година. Кад је избила нова епидемија куге, мали Сима је имао непуне две године. Бегунци су тражили склониште на два места у Босни, а затим су отишли у Брод и на крају у Земун. У Земуну, он је почео да похађа школу, али је није завршио. Затим је у Карловцима започео гимназију, а завршио у Сегедину. Немирног и несређеног духа, Сима је прошао кроз многа занимања, а обишао је и многе крајеве од Видина до Лајпцига, од Бесарабије до Црне Горе. Отац и син Симо учествовали су у Првом српском устанку. Сима је био писар у Правителствујушчем совјету, у манастиру Благовештењу и код устаничких војвода (1806—1813). У Београдском Лицеју је заменио Доситеја Обрадовића као учитељ. Учествује у устанку против Османлија у чети „голаћа” и бива заточен због везе са грчком Хетеријом у Видину. Био је у изгнанству у Видину, радећи као баштован (бостанџија) и учитељ основне школе. Одлази у Бесарабију да види избегле родитеље, а потом у Саксонију у Лајпциг 1825. године, где слуша филозофију, чини познанства са угледним немачким књижевницима, с Гетеом на пример, и том приликом штампа свој еп Сербијанку. По повратку постаје први васпитач Његошев на Цетињу, а доцније цариник, полицајац, секретар министарства просвете и члан апелације. Бавио се писањем стихова, политиком, историографијом, лингвистиком, оснивањем пиваре и „водолечилишта”. Дописивао се са Вуком.
Умро је у Београду. Сахрањен је на гробљу које је некад било на Ташмајдану, код данашње цркве Светог Марка. Године 1891. је скромно обележена његова стогодишњица рођења. Сарајевски одбор се спремао да му постави достојан споменик. Међутим, гроб му је био запуштен и убрзо заборављен. Много година касније на основу неких скица и положаја његовог гроба у односу на Возаровићев који је имао надгробни споменик до 1927. када је старо београдско гробље прекопано, пронађено је тело Симе Милутиновића и положено у породичну гробницу Милутиновића на Новом гробљу. Његове кости су недвосмислено распознате на основу телесних особености (висина, облик доње вилице) али и предмета који су уз његово тело били положени (икона светог Срђа коју је донео из Москве и која му је по његовој жељи положена на груди). Оженио се 1838. године Маријом рођеном Поповић (1810—1875). Њихов син је Драгутин Драгиша Милутиновић, инжењер, архитект и историчар српске уметности. Био је близак са млађом српском сликарком Катарином Ивановић која га је портретисала и посећивала у Београду.

## Дело
Најбоље и највеће његово дело је епски спев Сербијанка. Друга важнија дела су: Тројебратство и Тројесестарство, епске песме; Дика црногорска, драма из историје Црне Горе, трагедија Обилић, једна збирка лирских песама и два историјска списа: Историја Србије, која обухвата само време од 1813—1815, и Историја Црне Горе од давних до новијег времена.
Његова књига Историја Србије 1813—1815 је била забрањена 1837. године.
Као обожавалац грчке културе и Хомера, а уз то и одличан познавалац народне поезије, Милутиновић је хтео да својом Сербијанком напише Илијаду Првог и Другог српског устанка. Он је лично учествовао у оба устанка, познавао скоро све народне вође и касније у Бесарабији много штошта бележио по казивању избеглица, више хроничарски и без неке логичке везе. Целу ту грађу он је прелио у велики низ епских песама о важнијим догађајима и људима из оба устанка.
Његове краће песме већином су политичке и пригодне: уставо-бранитељске песме, династичке оде и стиховане брошуре, које су могле задовољити потребе свога доба, али које немају нарочите књижевне вредности. Објавио је четрдесетих година 19. века много песама у Павловићевом „Србском народном листу”, потписујући се са псеудонимом Срб Милутин. Трагедија Обилић је један од најранијих покушаја да се драматизује косовска трагедија, а Дика црногорска је низ драматисаних епизода из црногорске историје од Косова до владике Данила. За сложену драмску композицију имао је мање смисла него за еп, а уз то није имао узора у нашој књижевности, нити је познавао довољно страну драму. Као историчар, Сима Милутиновић није строго научан и критички дух, већ пише на основи предања, народне песме и личног искуства.
Милутиновић је најплоднији и најразноврснији српски писац своје генерације, подстрекач Његошевог талента и после Вука најбољи познавалац наше народне поезије. Он је био снажан и интуитиван дух. Сам Његош му је признао „силни полет”. У његовим делима има, местимично, снажног и искреног лиризма, смелих и узвишених мисли, али има и намештеног патоса, настраних и неразумљивих идеја. У доба књижевног дилетантизма, када је српска књижевност тек пошла за великим класичним узорима и када се књижевни језик тек почео да уобличава, Милутиновић покушава да пише историјски еп и драму и даје неколико добрих историјских дела. Али он је био несређен дух и сујетан талент, један од оних „дивљих генија“ који немају упорности и ведрине да у мучној борби за израз дођу до јасности и једноставности. За тако велики потхват: да кроз битне историјске личности, Обилића и Карађорђа, песнички уобличи чежње и идеале нације, његов талент није био у свему дорастао, нити је изражај био савладан. Својим великим родољубљем, снажним темпераментом и оригиналношћу, Милутиновић је својим савременицима давао илузију „богом датог песника“. Он није заслужио похвале које су му романтичари чинили, али није заслужио ни одвећ оштро потцењивање од стране реалистичке школе, која је о њему писала са потцењивањем.
Милутиновић је по Европи сретао знамените људе и песнике, а зна се да се у Саксонију упознао са Кругом, Герхардом, Јаковом Гримом, Уландом, чак и са Гетеом. И Гете, осетивши да се појављује једна друкчија књижевност и један заборављен народ написао је читаве две странице похвала Сими Милутиновићу-Сарајлији, малом песнику из велике народне поезије и не мање буне. А то значи много: Сарајлија као Његошев учитељ окреће му поглед и у светску поезију и светску мисао.
По његовом књижевном псеудониму "Чубро Чојковић", у Београду се једна улица зове Чубрина улица.

## Галерија
- Насловна страна спева Сербианка (1826)
- Насловна страна књиге Тројесестарство (1837)
- Насловна страна књиге Историја Сербие (1837)
- Улица Симе Милутиновића Сарајлије, Сарајево